# Keratopygos megalos
Keratopygos megalos (лат.) — ископаемый вид скрыточелюстных членистоногих семейства Sminthuridae из отряда Symphypleona, единственный в составе рода Keratopygos Christiansen & Pike, 2002. Обнаружены в канадском янтаре (типовая местность: Grassy Lake, Medicine Hat, CNC August 1968 collection). Кампанский ярус мелового периода (Campanian terrestrial amber; Foremost Formation, Канада, около 80 млн лет назад).